# SS Patroclus (1923)
«Патроклус» (англ. SS Patroclus (1923) — британське пасажирське судно-океанський лайнер, побудований компанією Scotts Shipbuilding and Engineering Company у Гріноку на замовлення компанії Blue Funnel Line. Судно було третім з назвою «Патроклус». На початку Другої світової війни реквізовано Британським адміралтейством і перетворене на допоміжний крейсер Королівського флоту Великої Британії, отримавши назву HMS Patroclus. 3 листопада 1940 року біля західного ірландського узбережжя поблизу Бладі Фореленду «Патроклус» затоплений торпедною атакою німецького підводного човна U-99.

## Історія
12 вересня 1939 року, після початку Другої світової війни, Адміралтейство реквізував «Патроклус». Переобладнання лайнера в допоміжний крейсер для Королівського флоту було завершено 2 січня 1940 року. На крейсер встановили шість морських гармат BL 6-inch Mk XII і дві 3-дюймові зенітні гармати QF 20 cwt. Крейсер увійшов в експлуатацію як HMS Patroclus.
О 21:40 3 листопада 1940 року німецький підводний човен U-99 торпедував торговельне судно Casanare на Західних підходах на захід від Бладі Фореленду в Ірландії. Два допоміжні крейсери групи ескорту, «Лаурентик» та «Патроклус» прибули на місце катастрофи, однак U-99 корветтен-капітана О. Кречмера атакував торпедами «Лаурентик». Потім U-99 напав на «Патроклус», який намагався врятувати тих, хто вижив з Casanare. Вночі 4 листопада U-99 вразив «Патроклус» чотирма торпедами і двома з чотирьох снарядів зі своєї палубної гармати. Есмінець «Гесперус» відігнав U-99 і повернувся до порятунку тих, хто вижив з «Лаурентика», «Бігл» врятував 263 члени екіпажу, хто вижив на «Патроклусі».